# Grondwet van Gambia
De grondwet van Gambia is momenteel de hoogste wet van het West-Afrikaanse land Gambia. 
Een staatsgreep van het leger in 1994 schortte de toenmalige grondwet op. De huidige grondwet is van kracht sinds januari 1997 en betekende een terugkeer naar civiele controle van de overheid. De grondwet is voor het laatst herzien in 2001. Hij is verdeeld in 23 hoofdstukken met 232 paragrafen.